# La década tour 1998-2008
La década tour 1998-2008 es un álbum en vivo doble, compuesto por un DVD y un CD del concierto homónimo de la banda argentina de heavy metal O'Connor, grabado en Teatro Flores, Buenos Aires, Argentina, el 14 de noviembre de 2008 y publicado el 8 de mayo de 2009 por Tocka Discos.

## Lista de canciones
| CD      |                                 |                                                                   |          |  |
| N.º     | Título                          | Escritor(es)                                                      | Duración |  |
| 1.      | «Camino a ciegas»               | Claudio O'Connor, Hernán García                                   | 3:00     |  |
| 2.      | «Enroscando al mundo»           | Claudio O'Connor, Hernán García                                   | 4:00     |  |
| 3.      | «Cuántas palabras»              | Claudio O'Connor, Hernán García                                   | 4:07     |  |
| 4.      | «1976»                          | Claudio O'Connor, Hernán García                                   | 2:49     |  |
| 5.      | «No te aflijas»                 | Claudio O'Connor, Hernán García                                   | 3:27     |  |
| 6.      | «Saben bien»                    | Claudio O'Connor, Hernán García                                   | 4:09     |  |
| 7.      | «Otro día para ser» (Hermética) | Ricardo Iorio, Antonio Romano                                     | 4:59     |  |
| 8.      | «Bajezas»                       | Claudio O'Connor, Hernán García                                   | 3:48     |  |
| 9.      | «Rock del suicida»              | Claudio O'Connor, Hernán García                                   | 5:03     |  |
| 10.     | «Grito de Pilagá» (Malón)       | Claudio O'Connor, Antonio Romano, Karlos Cuadrado, Claudio Strunz | 4:50     |  |
| 11.     | «Hasta ser libre»               | Claudio O'Connor, Hernán García                                   | 4:11     |  |
| 12.     | «Vida perra»                    | Claudio O'Connor, Javier Dorado                                   | 4:41     |  |
| 13.     | «Sangre para el rey»            | Claudio O'Connor, Hernán García                                   | 4:24     |  |
| 14.     | «Memoria de siglos» (Hermética) | Ricardo Iorio                                                     | 5:38     |  |
| 15.     | «Se extraña araña»              | Claudio O'Connor, Hernán García                                   | 5:34     |  |
| 1:04:40 |                                 |                                                                   |          |  |

| DVD |                                 |                                                                   |          |  |
| N.º | Título                          | Escritor(es)                                                      | Duración |  |
| 1.  | «Intro»                         |                                                                   |          |  |
| 2.  | «Camino a ciegas»               | Claudio O'Connor, Hernán García                                   |          |  |
| 3.  | «Enroscando al mundo»           | Claudio O'Connor, Hernán García                                   |          |  |
| 4.  | «Cuántas palabras»              | Claudio O'Connor, Hernán García                                   |          |  |
| 5.  | «1976»                          | Claudio O'Connor, Hernán García                                   |          |  |
| 6.  | «No te aflijas»                 | Claudio O'Connor, Hernán García                                   |          |  |
| 7.  | «Saben bien»                    | Claudio O'Connor, Hernán García                                   |          |  |
| 8.  | «Otro día para ser» (Hermética) | Ricardo Iorio, Antonio Romano                                     |          |  |
| 9.  | «Bajezas»                       | Claudio O'Connor, Hernán García                                   |          |  |
| 10. | «La gran 7»                     | Claudio O'Connor, Hernán García                                   |          |  |
| 11. | «Rock del suicida»              | Claudio O'Connor, Hernán García                                   |          |  |
| 12. | «Grito de Pilagá» (Malón)       | Claudio O'Connor, Antonio Romano, Karlos Cuadrado, Claudio Strunz |          |  |
| 13. | «Hasta ser libre»               | Claudio O'Connor, Hernán García                                   |          |  |
| 14. | «Estamos pariendo»              | Claudio O'Connor, Hernán García                                   |          |  |
| 15. | «Imperdonable»                  | Claudio O'Connor, Hernán García                                   |          |  |
| 16. | «Vida perra»                    | Claudio O'Connor, Javier Dorado                                   |          |  |
| 17. | «Sangre para el rey»            | Claudio O'Connor, Hernán García                                   |          |  |
| 18. | «Memoria de siglos» (Hermética) | Ricardo Iorio                                                     |          |  |
| 19. | «Se extraña araña»              | Claudio O'Connor, Hernán García                                   |          |  |

## Créditos
O'Connor
- Claudio O'Connor - voz
- Fernando Cosenza - guitarra
- Hernán García - bajo
- Pablo Naydón - batería

Producción
- Ariel Malicia - técnico de grabación
- Pablo Toubes  - asistente de grabación
- Juan Arman - asistente de grabación
- Alejandro Ortiz - técnico de edición
- Juan José Burgos - mezcla
- Mario Breuer - masterización